# 戦時加算 (厚生年金)
戦時加算（せんじかさん）とは、厚生年金保険法で定められた規定で太平洋戦争中に炭鉱などにおいて坑内作業に従事していた厚生年金加入者に対して、年金計算等の基礎となる加入被保険者期間の割増を認める日本の制度である。同様の措置は船員保険加入者においても別個に行われていたが、現在両者の年金制度が一元化されているために併せて解説する。

## 坑内作業員に関する加算
厚生年金又は船員保険加入者で、1944年1月1日から1945年8月31日の期間において坑内作業員であった被保険者期間に関しては、該当期間の3分の4倍された期間に更に3分の1を乗じた期間が加算される。

## 船員に対する加算
船員保険加入者で、1941年12月8日から1946年3月31日の期間において船員であった被保険者期間に関しては、
- 1941年12月8日－1943年12月31日の期間においては、1ヶ月あたり3分の1を加算する。
- 1944年1月1日－1946年3月31日の期間においては、1ヶ月あたり1ヶ月あるいは2か月分を加算する（加算の幅は航海していた海域によって差異がある）。